# Fußball-Bundesliga/Rekorde/FC Augsburg
Der Artikel Fußball-Bundesliga/Rekorde/FC Augsburg listet die vereinsspezifischen Rekorde des FC Augsburg auf, die mit Bezug auf die Zugehörigkeit zur deutschen Fußball-Bundesliga gehalten werden.
Der Verein ist aktuell Bundesligist (Stand: Saison 2025/26).

Siehe auch: 

## Vorbemerkung
Es besteht eine Unterteilung zwischen Positiv- und Negativrekorden sowie vereinsinternen Bestmarken. Weitere Rekorde, die dem Verein nicht zuzuordnen sind, werden im Hauptartikel unter „Allgemein“ gelistet. Dort bestehen zudem die Rubriken „Trainerspezifische Rekorde“, „Schiedsrichterspezifische Rekorde“ sowie „Sonstige Rekorde“. Es besteht außerdem die Möglichkeit „In nächster Zeit möglicherweise fallende Bestmarken“ im unteren Bereich der Hauptseite festzuhalten, bzw. die neuen Rekorde an die passenden Stellen einzusortieren. Wenn möglich, wird zu einem Positivrekord auch der Negativrekord als Gegenstück gelistet (und andersrum). Die Liste erhebt keinen Anspruch auf Vollständigkeit.

## FC Augsburg
Aktuelle Platzierung in der Ewigen Tabelle der Fußball-Bundesliga: Platz 27 von 58 (Stand: 34. Spieltag 2024/25)

### Positivrekorde
- schnellstes Eigentor für sich verbucht: durch Leon Goretzka (mit dem FC Bayern München am 15. Februar 2019 erzielt, 13 Sekunden nach Anpfiff, Stand: 28. Spieltag 2024/25)[2]

### Negativrekorde
- jüngster Eigentorschütze: Noahkai Banks (18 Jahre und 2 Monate, zum zwischenzeitlichen 0:1, beim 1:1-Unentschieden beim FC St. Pauli, am 1. Februar 2025, am 20. Spieltag 2024/25, Stand: 34. Spieltag 2024/25)[3][4][5][6]
- gesamte Saison ohne Sieg mit mindestens zwei Toren Differenz (2022/23; gemeinsam mit dem VfB Leipzig (1993/94), gemeinsam mit der SpVgg Greuther Fürth (2021/22) und dem VfL Bochum (2009/10))[7]
- meiste Spiele in Folge ohne Sieg mit mindestens 2 Toren Differenz: 44 Spiele (32. Spieltag 2021/22 bis 7. Spieltag 2023/24, Serie gerissen durch ein 5:2-Auswärtssieg beim 1. FC Heidenheim am 8. Spieltag 2023/24)[8]
- meiste Spiele in Folge, in denen derselbe Spieler einen Strafstoß verursachte: 2 (mehrere Spieler, auch Finn Dahmen, seit Beginn der Datenerfassung 1992)[9][10]
  - am 21. Spieltag 2023/24 (beim 2:2 gegen RB Leipzig, Dahmen hielt den Strafstoß von Loïs Openda)[11]
  - am 22. Spieltag 2023/24 (bei der 0:1-Niederlage gegen Mainz 05, Nadiem Amiri schoss den Strafstoß an den Außenpfosten)[12]

### Vereinsintern
- Rekordspieler: Daniel Baier (274 Einsätze)[13]
- Rekordtorhüter: Marwin Hitz (141 Einsätze, Stand: Saisonende 2022/23)[13]
- Rekordausländer: Jeffrey Gouweleeuw (255 Einsätze, Niederländer, Stand: 31. Spieltag 2024/25)[13]
- Rekordtorschütze Alfreð Finnbogason (37 Tore, Stand: 28. Spieltag 2024/25)[14]
- ältester Debütant: Alexander Manninger (35 Jahre und 230 Tage, am 20. Januar 2013)[15]
- jüngster Torschütze: Mert Kömür (18 Jahre, 10 Monate und 1 Tag, als erster 18-jähriger, am 18. Mai 2024, gegen Bayer Leverkusen, Stand: Saisonende 2023/24)[16]
- meiste Tore eines Spielers nach 12 Spieltagen: 7 (2×, Stand: 22. Spieltag 2024/25)[17]
  - Alfreð Finnbogason (2018/19)
  - Ermedin Demirović (2023/24)
- meiste Tore eines Spielers nach 15 Spieltagen: 8 (2×, Stand: 22. Spieltag 2024/25)[18][19]
  - Alfreð Finnbogason (2017/18)
  - Ermedin Demirović (2023/24)
- meiste Tore eines Spielers nach 24 Spieltagen: 14 (Ermedin Demirović, 2023/24, Stand: 22. Spieltag 2024/25)[20]
- meiste Tore eines Spielers nach 28 Spieltagen: 15 (Ermedin Demirović, 2023/24, Stand: 22. Spieltag 2024/25)[20][21]
- meiste Tore einer Spielers in einer Saison: 15 (Ermedin Demirović, 2023/24, Rekordwert nach 24 Spieltagen erreicht, Stand: 34. Spieltag 2023/24)[22][20][23][21]
- meiste Unentschieden in Folge: 3 (mehrfach, Stand: 24. Spieltag 2024/25)[24][17]
  - auch:
    - 10. bis 12. Spieltag 2023/24
    - 20. bis 22. Spieltag 2024/25
- meiste Auswärtsspiele ohne Niederlage in einer Saison: 8 (2×, auch bis 29. Spieltag 2024/25, Stand: 31. Spieltag 2024/25)[25][26]
- meiste Auswärtsniederlagen in Folge: 7 (Ende 2023/24 bis 7. Spieltag 2024/25, Stand: 22. Spieltag 2024/25)[27]
- meiste Auswärtsspiele in Folge ohne Sieg: 16 (10. Spieltag 2022/23 bis 6. Spieltag 2023/24)[28][29][30]
- meiste Siege im Duell mit einem anderen Gegner: 13 (gegen Werder Bremen, Stand: 22. Spieltag 2024/25)[31][32][33][12]
- meiste Auswärtssiege gegen einen anderen Gegner: 6 (gegen Werder Bremen, Stand: 22. Spieltag 2024/25)[31]
- meiste Auswärtsniederlagen in Folge im Duell mit einem anderen Gegner: 6 (gegen Borussia Dortmund, laufend, Stand: 22. Spieltag 2024/25)[34]
- meiste Spiele in Folge ohne Niederlage: 11 (17. bis 27. Spieltag 2024/25, Stand: 28. Spieltag 2024/25)[35][36][37][38]
- Gegner gegen den bislang nicht gepunktet wurde: 2 Gegner (Stand: 22. Spieltag 2024/25)[39][40]
  - FC Ingolstadt
  - Holstein Kiel
- meiste Spiele ohne Gegentreffer gegen einen anderen Gegner: 9 (gegen den VfL Wolfsburg, Stand: 25. Spieltag 2024/25)[41]
- meiste Tore nach 3 Spieltagen: 7 (2023/24)[42]
- meiste Tore nach 9 Spieltagen: 18 (2023/24)[43]
- meiste Tore nach 11 Spieltagen: 20 (2023/24)[44]
- meiste Tore nach 12 Spieltagen: 22 (2023/24)[45]
- meiste Tore nach 15 Spieltagen: 24 (2023/24)[46]
- meiste Gegentore nach 9 Spieltagen: 21 (2×)[43]
  - 2019/20
  - 2023/24
- meiste Gegentore nach 15 Spieltagen: 32 (Stand: 15. Spieltag 2024/25)[47]
- meiste Heimspiele in Folge zu Beginn einer Saison mit mindestens 2 erzielten Toren: 3 (2023/24)[48]
- meiste Spiele in Folge mit mindestens einem Gegentor: 26 (32. Spieltag 2022/23 bis 23. Spieltag 2023/24)[49][50][19][51]
- Trainer mit den meisten Siegen zu Beginn der Amtszeit: 2 (2×)[52][53]
  - Martin Schmidt (April 2019)
  - Jess Thorup (Oktober 2023)
- Trainer mit den meisten Spielen ohne Niederlage zu Beginn einer Amtszeit: 6 (Jess Thorup, 3 Siege und 3 Unentschieden, 8. bis 13. Spieltag 2023/24)[44][53][54][45][55]
- meiste Niederlagen trotz 1:0-Führung gegen einen anderen Gegner: 5 (gegen Borussia Dortmund, Stand: 15. Spieltag 2023/24)[50]
- meiste Spiele in Folge ohne 0:0-Endstand: 94 (bis 9. Spieltag 2024/25, Stand: 27. Spieltag 2024/25)[56][57][18]
- höchster Sieg: 6:0 (2×)
  - höchster Heimsieg: gegen den VfB Stuttgart (20. April 2019, Stand: 24. Spieltag 2023/24)[46][58][20]
  - höchster Auswärtssieg: bei Darmstadt 98 (2. März 2024, Stand: 24. Spieltag 2023/24)[46][58][20][8][59]
    - auch die schnellsten 5 Tore in einem Spiel: nach 29 Minuten (beim 6:0-Auswärtssieg bei Darmstadt 98, am 24. Spieltag 2023/24)[20][58]
- am häufigsten in einer Saison nach einem Rückstand gepunktet: 11× (2023/24, Rekordwert nach 21 Spieltagen 2023/24 gebrochen, Stand: Saisonende 2023/24)[60][61]
  - erstmals nach einem Rückstand von mindestens 2 Toren gepunktet: beim 5:2-Sieg beim 1. FC Heidenheim (nach 0:2-Rückstand, am 8. Spieltag 2023/24)[62]
- meiste Siege in Folge: 4 (2×, Stand: 28. Spieltag 2023/24)[63][64][65]
- meiste Niederlagen in Folge: 5 (30. bis 34. Spieltag 2023/24, Stand: 5. Spieltag 2024/25)[16][66][67]
- meiste Tore in einer Saison: 51 (2018/19)[68]
- meiste Gelbe Karten erhalten: 65 (Jeffrey Gouweleeuw, Stand: 28. Spieltag 2024/25)[69]
- meiste Unentschieden in Folge: 3 (mehrfach, auch 20. bis 22. Spieltag 2024/25, Stand: 28. Spieltag 2024/25)[70]
- erster lupenreiner Hattrick: durch Alexis Claude-Maurice (beim 3:0-Sieg bei Borussia Mönchengladbach, 23. Spieltag 2024/25)[71][72]
- längste Zeit ohne Gegentreffer: 683 Minuten (Finn Dahmen, Serie riss am 27. Spieltag 2024/25, bei der TSG Hoffenheim, durch einen Strafstoß von Andrej Kramarić zum 1:1-Endstand, Stand: 28. Spieltag 2024/25)[73][74][36][37][75][76]
- meiste Spiele in Folge ohne Gegentreffer: 6 (21. bis 26. Spieltag 2024/25, Stand: 28. Spieltag 2024/25)[73][36][37][76]
- meiste Spiele ohne Gegentreffer in einer Saison: 11 (2×, Stand: 30. Spieltag 2024/25)[77]
  - 2015/16
  - 2024/25 (laufend)
- meiste 0:0-Unentschieden in einer Saison 5 (2024/25, laufend, Stand: 33. Spieltag 2024/25)[77]
- frühester Platzverweis: 12. Minute (Samuel Essende, bei der 0:4-Niederlage beim VfB Stuttgart, nach Foul an Angelo Stiller durch VAR-Überprüfung mit einer glatt Rote Karte, am 33. Spieltag 2024/25, Stand: 33. Spieltag 2024/25)[78]